# 印度尼西亞—摩洛哥關係
印度尼西亚—摩洛哥关系是指印度尼西亚与摩洛哥之间的双边关系。两国于1960年建交，印尼在拉巴特和卡萨布兰卡设有领事馆和大使馆，摩洛哥则在雅加达设有大使馆。两国都是世界贸易组织、77国集团、不结盟运动和伊斯兰合作组织的成员国。摩洛哥称赞印尼是一个强大的民主国家，并指出两国面临着同样的分离主义和恐怖主义的挑战。     

## 历史
摩洛哥和印度尼西亚之间的历史渊源可以追溯到14世纪，当时摩洛哥旅行家伊本·白图泰于1345年访问了位于现今苏门答腊岛北部亚齐省的苏木都剌国，并参见了当时的苏丹。
1955年，印度尼西亚组织了万隆会议，呼吁亚洲和非洲国家摆脱欧洲殖民统治，实现独立和去殖民化。这一会议鼓舞了摩洛哥人，他们最终于1956年11月18日从法国独立。1960年4月19日，印尼正式与摩洛哥建立外交关系。随后，印尼首任总统苏加诺于1960年5月2日抵达拉巴特，拜见了摩洛哥国王穆罕默德五世 。2009年3月，摩洛哥首相阿巴斯·法西访问雅加达。
1990年9月21日，雅加达与摩洛哥最大城市卡萨布兰卡签署了友好城市协议。为了促进两国之间的友谊，雅加达南部以购物和商业中心而闻名的主干道卡萨布兰卡大道就是以雅加达的友好城市卡萨布兰卡命名；在摩洛哥首都拉巴特，也有一条大道以苏加诺的名字命名，以纪念他在1960年对摩洛哥的访问，同时也表达了两国之间的友谊。

## 商业和贸易
印度尼西亚和摩洛哥同意在2013年成立一个联合委员会，以改善投资、旅游、贸易和人力资源领域的关系。2013年3月12日，印尼旅游与创意经济部部长冯慧兰访问拉巴特，与摩洛哥外交与合作部部长萨阿德丁·奥斯曼尼、旅游部长以及工业、贸易和新技术部秘书长会面。在会面期间，双方同意并签署了该协议。
印尼从摩洛哥进口的主要产品是磷酸盐；印尼从摩洛哥进口的其他产品包括化肥、化学品、钢筋；印尼出口到摩洛哥的产品包括咖啡、天然橡胶、玻璃器皿、棕榈油、香料、茶叶、家具和服装。